# Þiðrandi Ketilsson
Þiðrandi gamli Ketilsson (apodado Thidhrandi el Viejo, 910 - 958) fue un vikingo y bóndi de Arneiðarstaðir, Valþjótstaður í Fljótsdal, Norður-Múlasýsla en Islandia. Era hijo del colono noruego Ketill Þórisson. Aparece como personaje de la saga de Njál, y citado en la saga Vápnfirðinga.

## Herencia
Se casó con Ingveldur Ævarsdóttir (n. 910), hija de otro colono noruego Ævar Þorgeirsson (n. 855), y de esa relación tuvieron cinco hijos: 
- Ketill Þiðrandason;
- Gróa (n. 932);
- Þorvaldur Þiðrandason;
- Hallkátla (n. 940), que casó con Geitir Lýtingsson;
- Jóreíður (n. 960), que casó con Hallur Þorsteinsson.